# Jean-Joseph Saroïhandy
Jean-Joseph Saroïhandy (13 septembre 1867 à Saint-Maurice-sur-Moselle - 24 juin 1932 à Courbevoie,) est un professeur d'espagnol et philologue français.
Il est pendant plusieurs années suppléant d'Alfred Morel-Fatio comme professeur au collège de France.